# Зингем
Зингем (на нидерландски: Zingem) е селище в Северна Белгия, окръг Ауденарде на провинция Източна Фландрия. Населението му е около 6800 души (2006).